# José Avelino Bettencourt

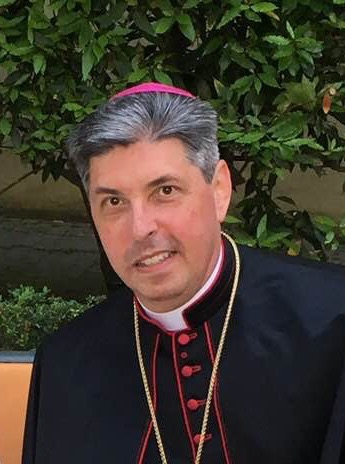
José Avelino Bettencourt (2018)

Wappen von José Avelino Bettencourt

José Avelino Bettencourt (* 23. Mai 1962 auf den Azoren, Portugal) ist ein kanadischer Geistlicher, Erzbischof und Diplomat des Heiligen Stuhls. Von 2012 bis 2018 war er Protokollchef des Päpstlichen Staatssekretariats.

## Leben
José Avelino Bettencourt wanderte mit seiner Familie von den Azoren nach Kanada aus. Er empfing am 29. Mai 1993 die Priesterweihe und war zunächst im Erzbistum Ottawa tätig. 1997 trat er der Päpstlichen Diplomatenakademie in Rom bei und wurde nach einem Studium des Kirchenrechts und seiner diplomatischen Ausbildung 1999 Geschäftsträger und 2000 Sekretär der Nuntiatur in der Demokratischen Republik Kongo. Seit 2002 war er in der Zweiten Sektion für die Beziehungen mit den Staaten im Staatssekretariat des Heiligen Stuhls tätig. 2003 erfolgte die Ernennung zum Päpstlichen Ehrenkaplan (Monsignore).
Am 14. November 2012 wurde er von Papst Benedikt XVI. zum Protokollchef des Staatssekretariats des Vatikans ernannt. Damit war Bettencourt in der vatikanischen Zentralbehörde für den Kontakt zu den beim Heiligen Stuhl akkreditierten Botschaften sowie für die Planung von Papstaudienzen für Staatsgäste zuständig. Er folgte Fortunatus Nwachukwu.
Papst Franziskus ernannte ihn am 26. Februar 2018 zum Titularerzbischof pro hac vice von Aemona und zum Apostolischen Nuntius. Am 1. März desselben Jahres wurde er zum Nuntius in Armenien und eine Woche später zum Nuntius in Georgien ernannt. Der Papst selbst spendete ihm und dem gleichzeitig ernannten Alfred Xuereb sowie Waldemar Stanisław Sommertag am 19. März desselben Jahres die Bischofsweihe.
Am 30. August 2023 bestellte ihn Papst Franziskus zum Apostolischen Nuntius in Kamerun und in Äquatorialguinea.